# 白俄罗斯宗教

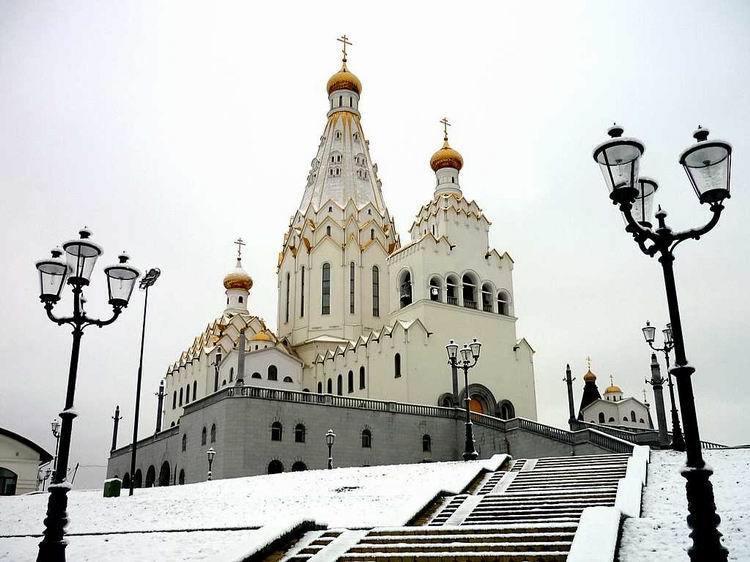
明斯克諸聖大教堂

白俄羅斯主要宗教是基督教，東正教是最大的基督宗派，由於經歷過蘇聯時代國家無神論的洗禮，現在白俄羅斯有很大一部分的人口無宗教信仰。蘇聯解體後，其他非傳統和新興宗教在白俄羅斯如雨後春筍般湧現。根據白俄羅斯內政部2011年公佈的最新數據，48.3％的白俄羅斯人是正教會基督徒，41.1％無宗教（無神論者和不可知論者），7.1％是天主教基督徒（包括拉丁禮教會和白俄羅斯希臘禮天主教會），3.5％信仰其他宗教。

## 歷史
12世紀末，歐洲被分為兩大文化區域：西部地區以天主教文化為主，東部地區則具有東正教文化和拜占庭文化影響，兩個文化區域以西布格河為分界。
現在的白俄羅斯剛好處在這兩個文化區交界，擁有天主教文化和東正教文化。在14世紀之前，東正教會在白俄羅斯占主導地位，在公元1385年克雷沃聯合後，改變東正教的主導地位並取得天主教為國教，波蘭立陶宛所統治地區包含了現在的白俄羅斯地區。
波蘭立陶宛聯邦的君主瓦迪斯瓦夫二世·雅蓋沃（Władysław II Jagiełło）規定全帝國的人民都要信仰天主教，到了16世紀，天主教在立陶宛變得興盛，並影響到白俄羅斯西北部，但東正教會仍然在白俄羅斯占主導地位。
16世紀，白俄羅斯基督信仰開始出現改變：宗教改革始於天主教會，而東正教則出現異端。從16世紀中葉開始，波蘭立陶宛聯邦的立陶宛地區開始傳播新教思想，其中包括現在白俄羅斯地區。白俄羅斯的第一個新教禮拜堂是在布雷斯特由波蘭-立陶宛聯邦貴族Mikołaj Radziwiłł創建的。由於波蘭的反宗教改革，新教無法在現在波蘭地區廣泛傳播。

## 統計
在1917年之前，白俄羅斯有2466個宗教組織，包括：1650個東正教組織，127個天主教組織，657個猶太教組織，32個新教組織和幾個穆斯林社群。蘇聯成立後，
這些宗教組織活動受到嚴格限制。許多宗教場所被摧毀，神職人員被驅逐或被處決；其餘的神職人員被政府選為有目的性的留下，如同在第二次世界大戰期間灌輸愛國主義的一樣。
1993年，一份白俄羅斯出版物報導了白俄羅斯宗教團體的數量如下：787個東正教組織，305個天主教組織，170個五旬節教會組織，141個浸信會組織，26個舊禮儀派組織，17個基督復臨安息日會組織，9個使徒教會組織，8個希臘禮天主教組織，8個新使徒教會組織，8個穆斯林組織，7個猶太教組織和其他15個宗教團體。
2015年皮尤研究中心根據1000人的樣本進行一項調查發現，其中94％的人表態為基督徒，3％的人認為是非宗教信徒 （包括無神論者，不可知論者和那些將他們的宗教描述為“沒有特別信仰”的人），而3％屬於其他信仰。
基督徒中有73％表示屬於正教會，12％屬於天主教，9％是其他教派。

## 宗教種類

### 基督宗教

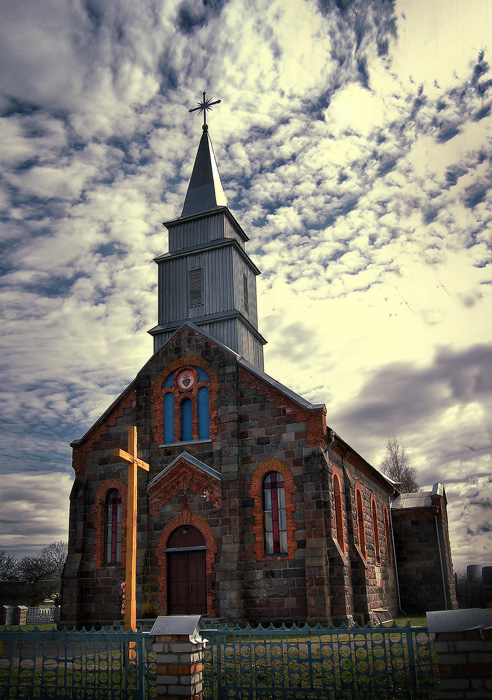
伊利亞（Iĺja）的天主教耶穌聖心大教堂

#### 正教會

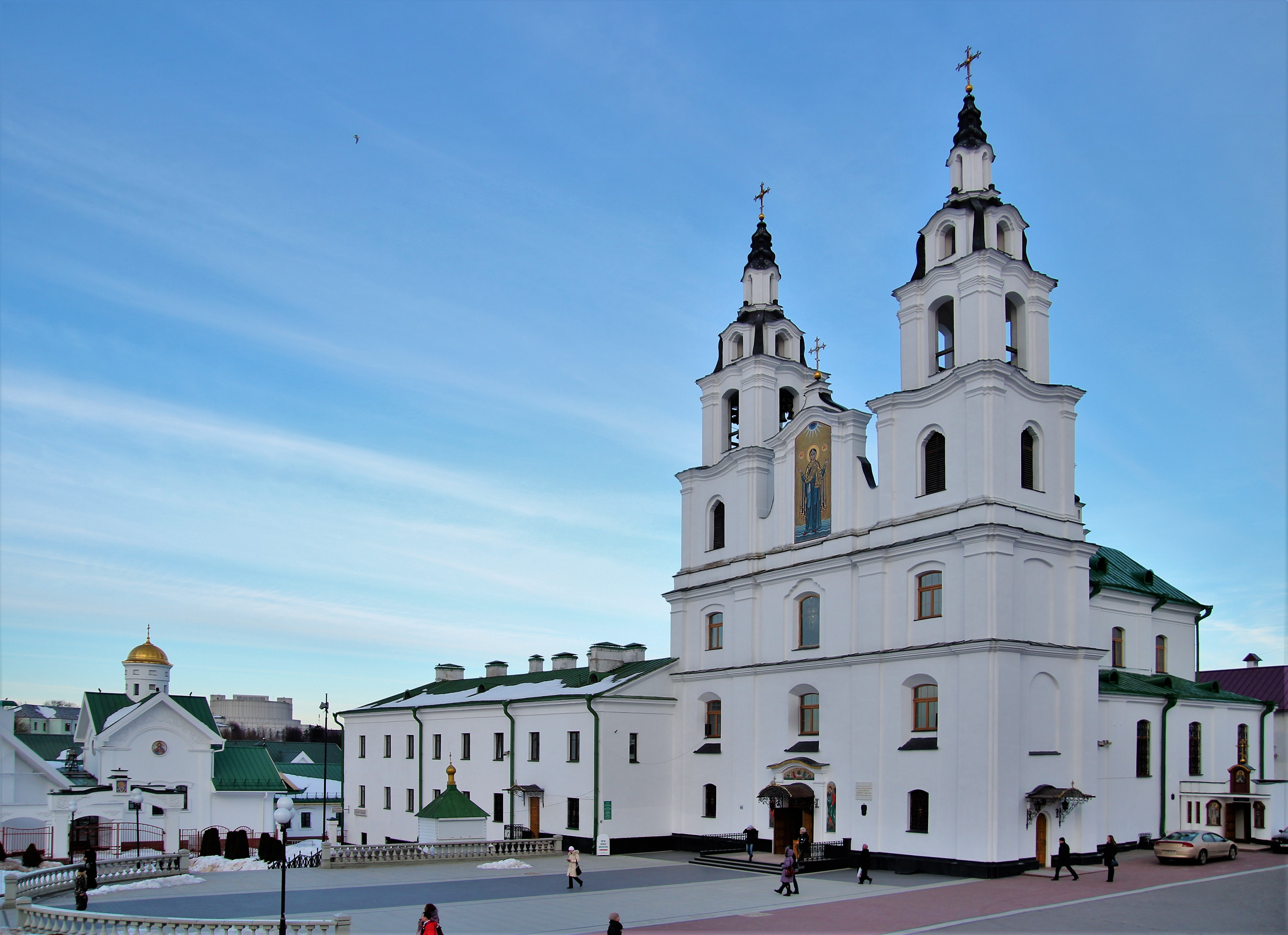
明斯克聖靈主教座堂

俄羅斯正教會在蘇聯時期因為政府的政策而式微，隨著經濟改革的開始以及1988年慶祝基督信仰在俄國1000週年，正教會信仰在白俄羅斯經歷了一次小小的複興。1990年，白俄羅斯被指定為俄羅斯正教會的一員，並成立了白俄羅斯正教會。在1990年代，60％的人口認為自己是正教會信徒。教會有一座神學院，三座女修道院和一座男修道院。

#### 天主教

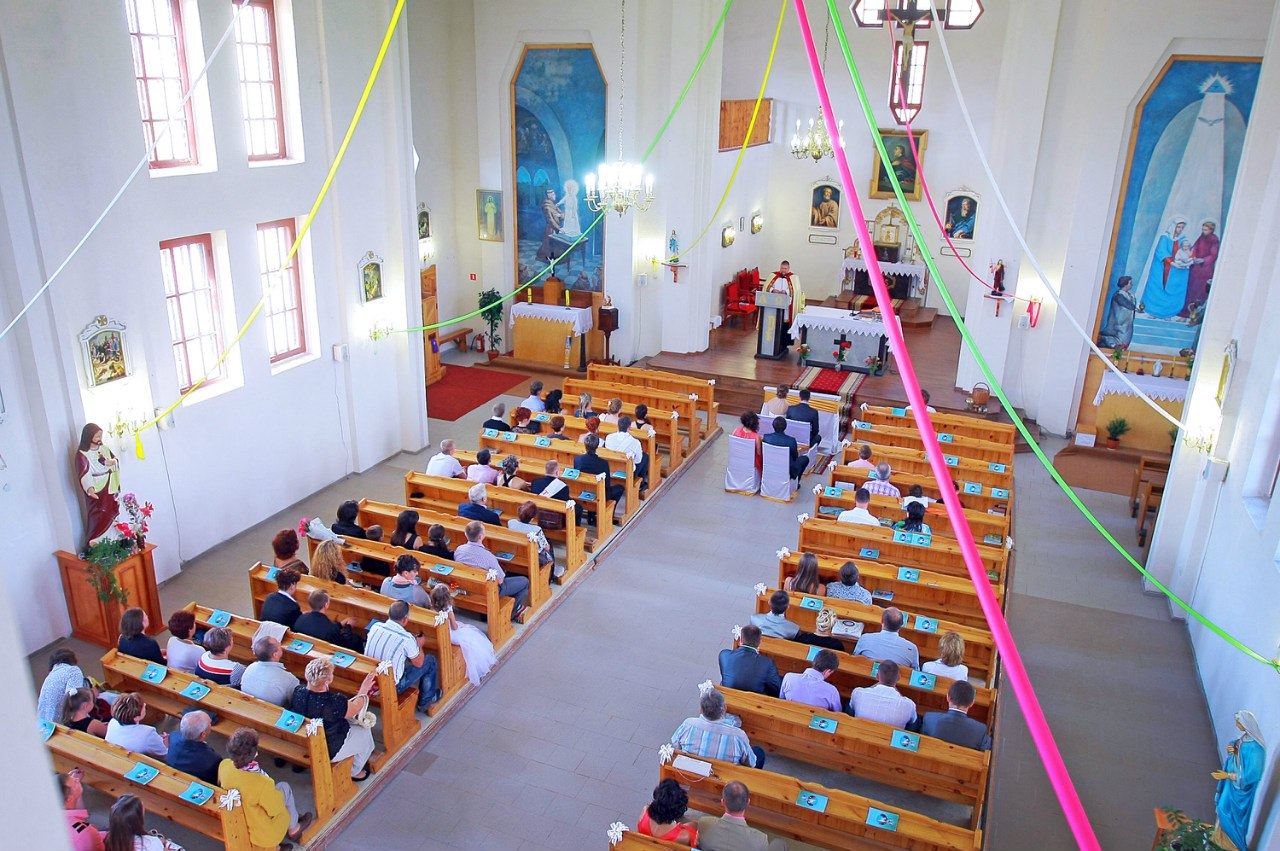
洛戈伊斯克的聖Kaimir天主堂參加彌撒的信徒

1990年代初，白俄羅斯天主教信徒人口的數字從8％到20％不等。據估計，25％的天主教信徒是波蘭人。天主教會在白俄羅斯有一所神學院。

#### 希臘禮天主教
2005年初，白俄羅斯希臘禮天主教會有20個教區，其中13個得到了國家的認可。截至2003年，明斯克、波洛茨克和維捷布斯克都有兩個白俄羅斯希臘禮天主教教區 ；在布雷斯特、格羅德諾、莫給勒夫、莫洛傑奇諾和利達只有一個教區。禮拜語言使用白俄羅斯語。

#### 新教

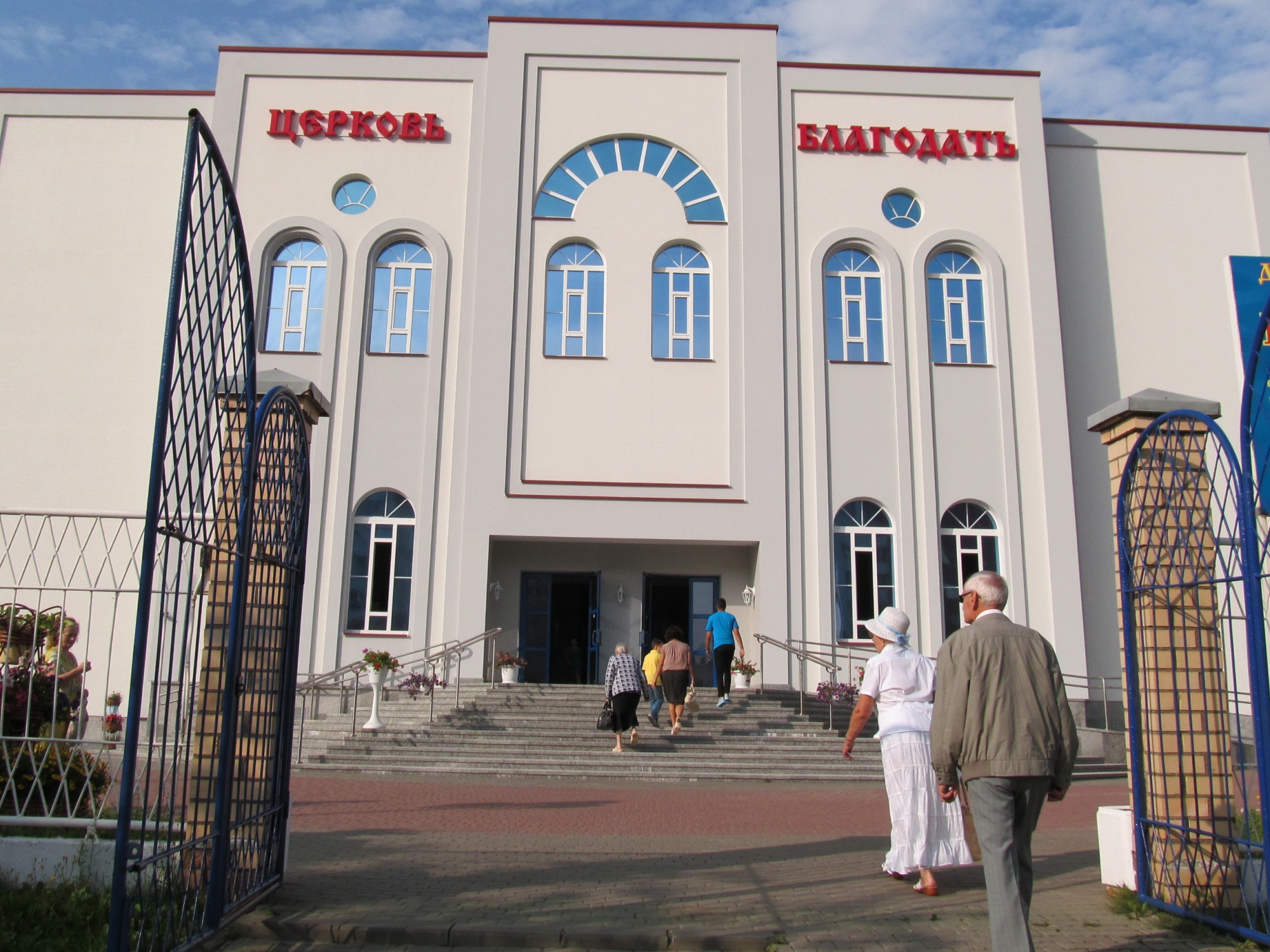
明斯克的一座新教禮拜堂

在第二次世界大戰之前，與其他宗派基督徒相比，白俄羅斯的新教信徒數量相當低，但從那時起他們就已經有所增長。1917年，有32個新教組織。1990年，白俄羅斯有超過350個新教組織。

### 猶太教
白俄羅斯第一批猶太人社區在14世紀末出現，並繼續增加直到第二次世界大戰。1914年白俄羅斯全國有近130萬猶太人，占城鎮人口的50％至60％；1989年的蘇聯人口普查白俄羅斯地區大約有142,000名猶太人，佔總人口的1.1％，其中許多人已經移居國外。1992年底，白俄羅斯有近七十個猶太組織。

### 伊斯蘭教

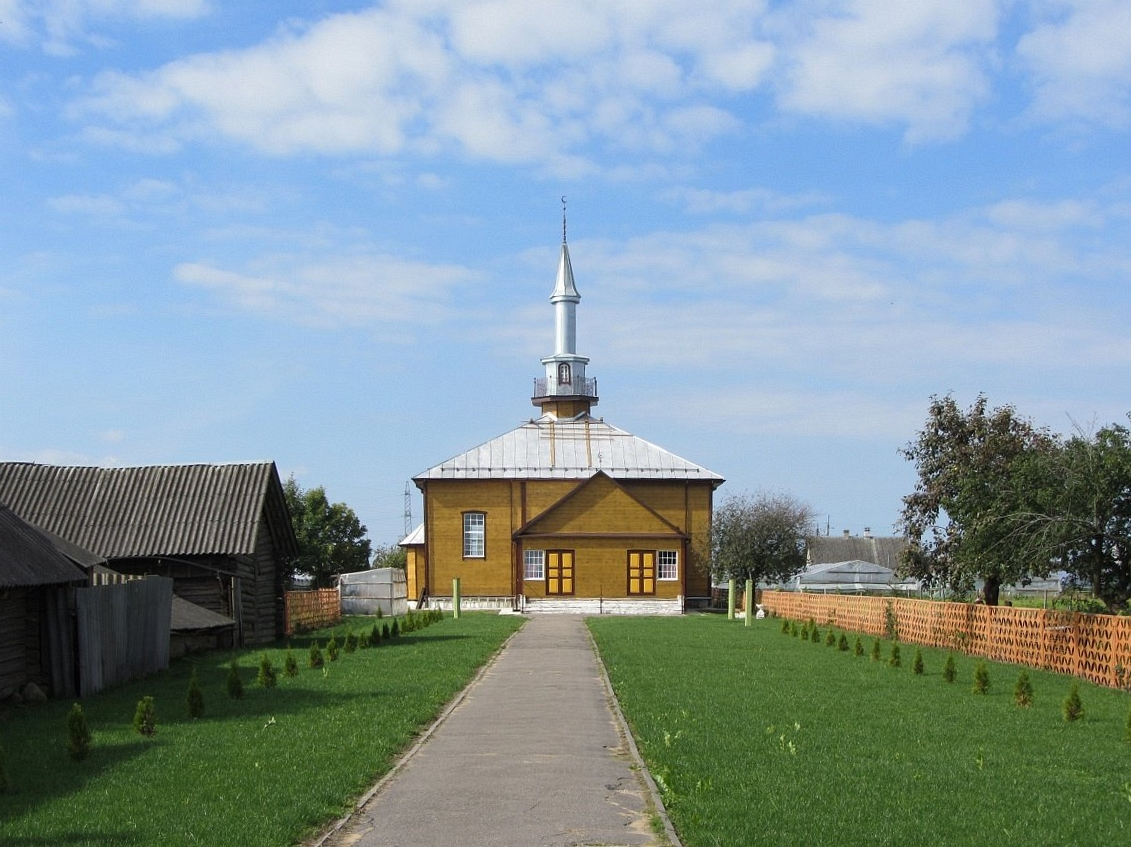
伊維耶 的一座清真寺

白俄羅斯的穆斯林以韃靼人為主，他們都信仰遜尼派；其中一些韃靼人是11世紀後伏爾加河地區定居白俄羅斯的移民和戰俘的後裔。
1997年，白俄羅斯有23個穆斯林社群，在白俄羅斯西部地區就有19個。

### 異教
白俄羅斯的異教主要是斯拉夫本土教。